# إدراج (هندسة)

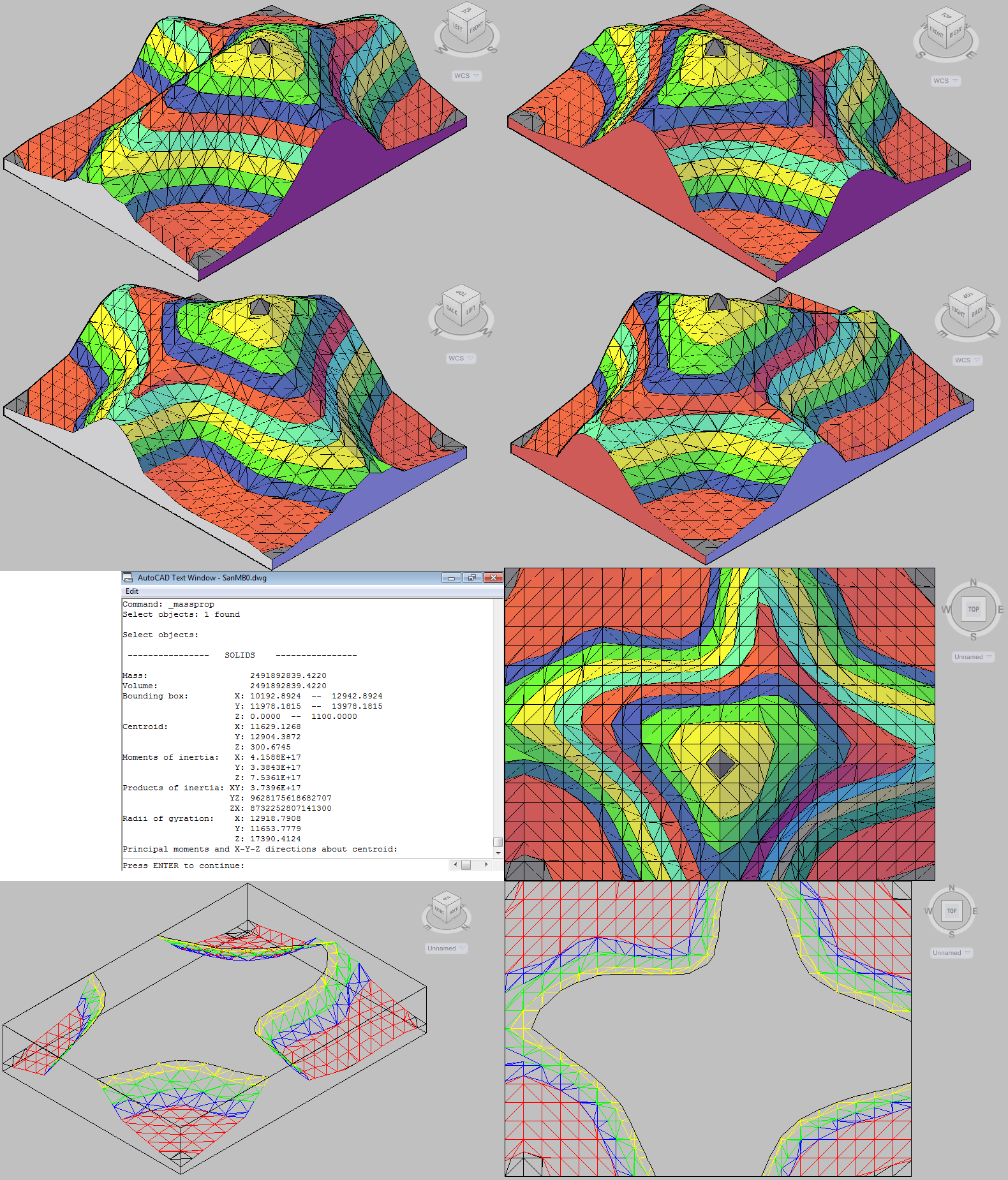

الإدراج أو التمهيد (بالإنجليزية: Grading)‏ في الهندسة المدنية والبناء المعماري هو عمل ضمان قاعدة مستوى أو واحد مع انحدار مُحدد لعمل الإنشاء مثل عمل الأساس والطبقة الأساسية للطريق أو السكك الحديدية.